# 1 Night in Paris
1 Night in Paris är en pornografisk film med Paris Hilton. Videon vann priset för årets mest sålda titel under Adult video news awards 2005.

## Om filmen
Filmen är inspelad i Las Vegas och hade världspremiär i Danmark den 9 juni 2004.

## Rollista
- Paris Hilton - sig själv
- Rick Salomon - sig själv